# Principessa Mafalda (schip, 1909)
De Principessa Mafalda was een Italiaans passagiersstoomschip en zusterschip van de Principessa Jolanda.
De Principessa Mafalda was een passagiersschip dat in 1909 werd gebouwd voor de Lloyd Italiano Line. Het voer vanuit Napels en Genua naar Zuid-Amerika, voornamelijk Buenos Aires met maximaal 1700 passagiers en 300 bemanningsleden. Het had een maximumsnelheid van 16 knopen.
In juni 1926 veranderde het schip van eigenaar en was vanaf dan van de Navigazione Generale Italiana. Het bleef op Zuid-Amerika varen.
De laatste bestemming was Rio de Janeiro vanaf de Kaapverdische Eilanden. Het vertrok daar op 8 oktober 1927 met 971 passagiers en 288 bemanningsleden aan boord. Nabij Abrolhos Archipel voor de kust van Brazilië brak de schacht van de bakboordschroef en maakte een gat in de romp. De stoomketels explodeerden door het instromend water en het schip maakte slagzij en begon te zinken. 7 schepen in de buurt kwamen te hulp en konden 959 mensenlevens redden. 314 mensen overleefden de ramp niet.